# Jailbreak: Love on the Run
Jailbreak: Love on the Run är en amerikansk dokumentärfilm som hade premiär den 25 september 2024 på strömningstjänsten Netflix.

## Handling
Filmen kretsar kring Vicky White kriminalvårdare på Lauderdale County Jail i Alabama, som i samband med sin pensionering hjälpte den intagne Casey White att rymma genom att säga till sina kollegor att hon skulle ta honom till en mentalundersökning.